# VAIO

Логотип VAIO

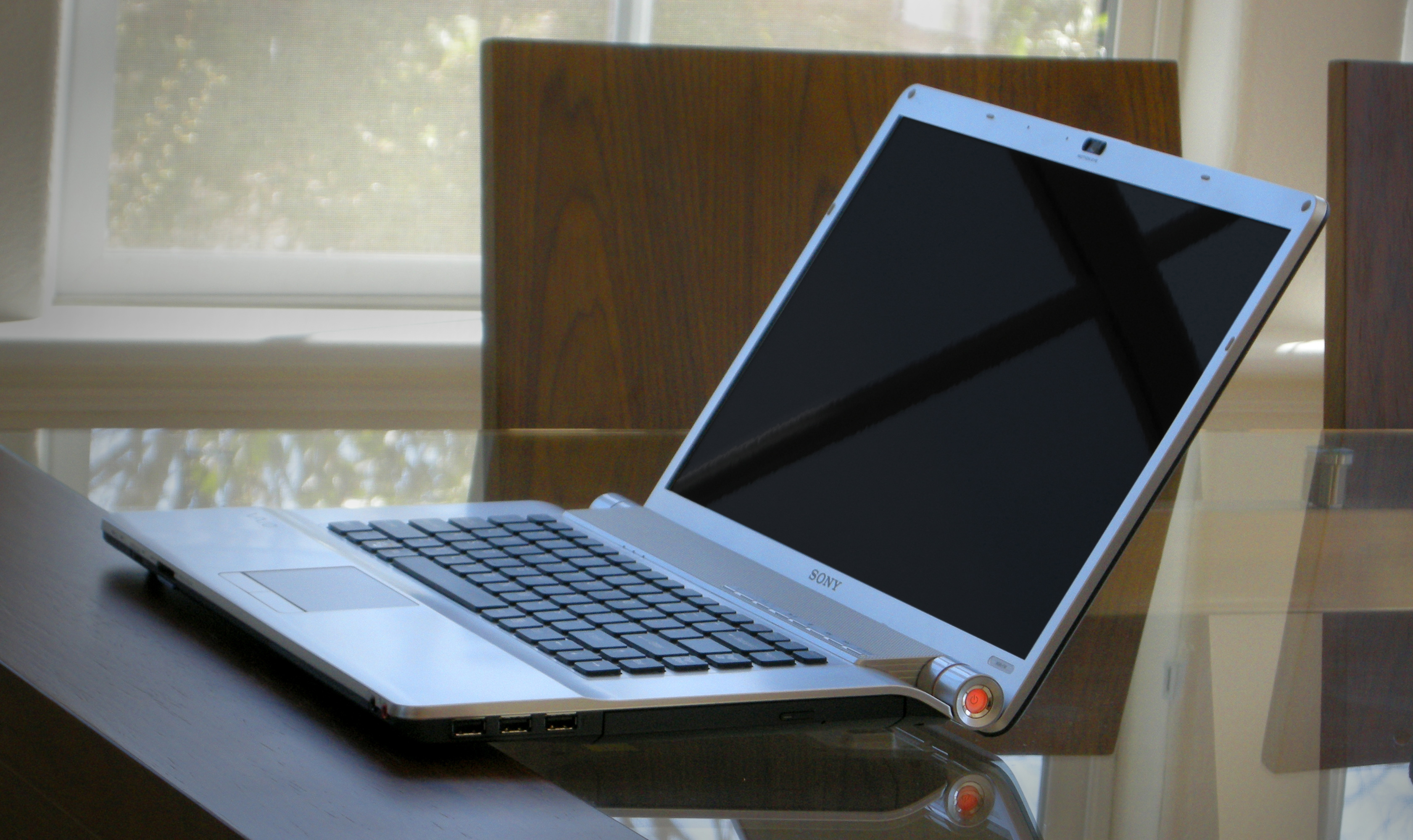
VAIO FW series (2009)

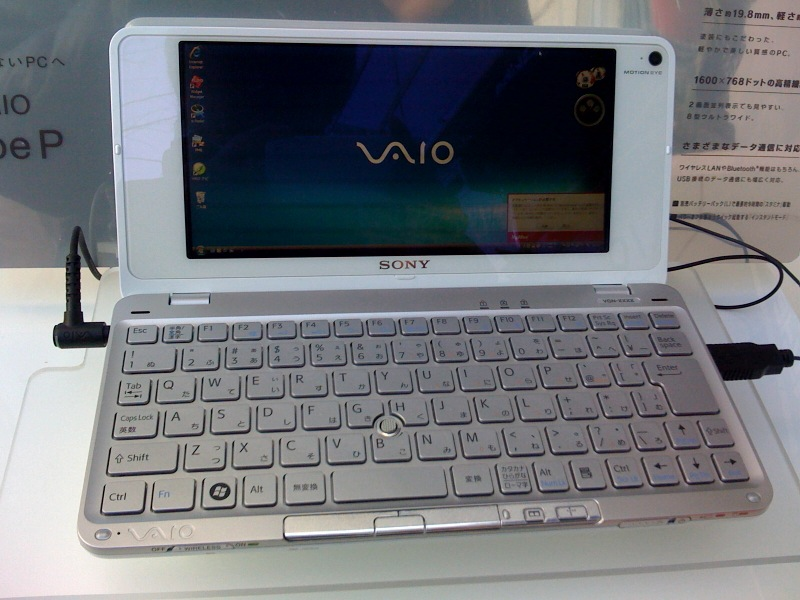
VAIO P series (2009)

Sony VAIO («Соні Вайо») — одна з торгових марок компанії Sony, що належить її персональним комп'ютерам. Слово VAIO спочатку було акронімом від «Video Audio Integrated Operation», але таке трактування назви змінено на «Visual Audio Intelligence Organizer» в 2008 на честь 10-річчя торгової марки. 

## Історія
Незважаючи на те, що вперше компанія Sony почала випускати в 1980 персональні комп'ютери для японського ринку, вона згорнула виробництво в цьому напрямку на півтора десятка років і повернулася у світ вже під брендом VAIO в 1996 з настільними комп'ютерами (десктопами) з індексом PCV.  